# Inquinamento del suolo
Con inquinamento del suolo si indica l'alterazione dell'equilibrio chimico-fisico e biologico del suolo, nonché la predisposizione all'erosione, agli smottamenti e l'ingresso di sostanze dannose anche nella catena alimentare dell'uomo.
Quando si parla di ambiente si citano soltanto aspetti biologici o chimici, ma ci si dimentica che l'ambiente è, un contenitore fisico costituito dalle rocce e dalle forme in cui esse sono modellate; è quindi parte del sistema Terra e ne riflette i complessi equilibri. Esso è una realtà molto complessa e un insieme di diversi fattori (esseri viventi, caratteristiche ambientali, interventi umani, ecc.) che permettono la vita; in esso anche un minimo cambiamento può causare gravi conseguenze. I problemi ambientali nascono proprio in situazioni che provocano variazioni di tali equilibri, che comportano trasformazioni del sistema.
La funzione di maggiore importanza è svolta dall'uomo, il quale ha il potere, di risanare determinati aspetti dell'ambiente, ma anche di devastarne degli altri.
Basta pensare alla lavorazione delle materie prime: vengono impiegate grandi quantità di energia, si producono enormi accumuli di scarti i quali verranno immessi nell'atmosfera e nella litosfera.

## Cause dell'inquinamento del suolo
L'inquinamento del suolo è dovuto principalmente a queste cause:
- rifiuti solidi, liquidi, gassosi:

sono rifiuti solidi la carta, il vetro, la plastica, le pile scariche, i medicinali scaduti e i rifiuti organici. Di essi sono rifiuti biodegradabili quelli organici,i rimanenti non sono biodegradabili. Questi ultimi, per essere smaltiti, vengono conferiti nelle discariche. In alcuni paesi, come il nostro, esiste inoltre un altro tipo di smaltimento: la raccolta differenziata;
sono rifiuti liquidi quelli comprendenti insetticidi, fertilizzanti, concimi chimici, mercurio, medicinali liquidi scaduti, liquidi di pile usate, i quali risultano molto dannosi per l'ambiente poiché raggiungono le falde acquifere sotterranee e possono danneggiare il loro delicato equilibrio;
sono rifiuti gassosi quelli come il CFC, espulso dalle bombolette al momento dell'uso.
- acque di scarico:

acque la cui qualità è stata compromessa dall'azione dell'uomo dopo il loro utilizzo in attività domestiche, industriali e agricole, diventando quindi non idonee ad un loro uso diretto. In esse sono presenti sostanze galleggianti quali oli, grassi, schiume, sostanze sospese e disciolte ma anche materiali biologici come organismi vegetali e animali presenti nell'acqua.
- prodotti fitosanitari:

prodotti che vengono utilizzati per combattere le principali aggressioni alle piante (malattie infettive, fisiopatie, parassiti e fitofagi animali, piante infestanti).
- idrocarburi:

composti organici che contengono soltanto atomi di carbonio e di idrogeno e si suddividono in idrocarburi solidi (costituenti dell'asfalto, del bitume, ecc.), liquidi (costituenti del petrolio, benzene, esano, ottano, ecc.) e gassosi (metano, etano, propano, butano, ecc.).
- diossine:

molecole molto varie a cui appartengono composti cancerogeni. A esse vengono ascritti composti estremamente tossici per l'uomo e gli animali, arrivando a livelli di tossicità valutabili in mg/kg. Sono tra i più potenti veleni conosciuti.
- metalli pesanti:

quali arsenico, cobalto, cromo, rame, fluoro, ferro, iodio, manganese, nichel, selenio, silicio, zinco, mercurio, piombo, ecc. La contaminazione del suolo dai metalli pesanti è, in primo luogo, legata alla produzione industriale che immette nell'ambiente, unitamente a questi metalli, numerose altre specie di sostanze tossiche quali acidi, solventi ed altro.
- solventi organici:

i quali costituiscono dei composti organici comunemente utilizzati nel lavaggio a secco, come colle, come rimotori di macchie, nei detergenti, profumi e soprattutto nelle sintesi chimiche.
- scorie radioattive:

una quantità di materiale radioattivo prestabilita da autorità competenti può essere rigettata nell'ambiente dalle industrie nucleari. Inoltre l'estrazione dell'uranio, il riprocessamento e lo stoccaggio delle scorie radioattive generano anch'essi un inquinamento radioattivo. Vi è, poi, un inquinamento da sostanze radioattive dovuto ad esplosioni atomiche o alle perdite incontrollabili delle centrali elettronucleari (allo stato solido, liquido o gassoso) o disastri ambientali dovuti a malfunzionamenti e incidenti di impianti nucleari (Fukushima, Cernobyl, Three Mile Island, ecc.). Un attuale grave problema, ma che riguarda principalmente l'inquinamento idrico, è il confinamento delle scorie radioattive. Difatti fin troppi residui inutilizzabili vengono sepolti in fosse oceaniche profonde o, in alcuni casi, interrati in zone geologicamente sicure e stabili.

## Aree urbane e zone industriali
Tre importanti elementi hanno determinato un incremento eccessivo dell'inquinamento: l'aumento della popolazione, il grande sviluppo delle città e l'utilizzo di tecnologie rischiose per l'ambiente. Non a caso l'apice dell'inquinamento si ebbe con l'inizio della Rivoluzione industriale, nella seconda metà del XVIII secolo, la quale fu caratterizzata dall'introduzione di vari macchinari inquinanti che prediligevano l'uso del carbone come combustibile. 
Ma il fenomeno più sconvolgente fu l'incipit, in tutta Europa e negli Stati Uniti, di un intenso processo di urbanizzazione che assunse ritmi fino ad allora assolutamente impensabili. La Rivoluzione Industriale comportò gravi sconvolgimenti in gran parte del nostro pianeta. Ebbe inizio un intenso processo di urbanizzazione che implicò il degrado della città e delle sue strutture fisiche. Mise le radici una filosofia dello sviluppo basata sull'idea che il benessere fosse esclusiva funzione della produzione industriale e che quest'ultima fosse destinata a crescere illimitatamente nel corso del tempo e venne, così,  inaugurata l'epoca di un consumo di risorse energetiche ed ambientali tale da aver causato una profonda alterazione delle condizioni climatiche terrestri.
Nel giro di poco tempo si originarono le cosiddette megalopoli di molti milioni di abitanti, che tutt'oggi non dispongono di un'organizzazione adeguata per lo smaltimento dei rifiuti. Difatti, a differenza che per le industrie, per l'urbanizzazione non è ancora possibile raggiungere tangibili soluzioni al disordinato accrescimento della popolazione e alla formazione di agglomerati urbani provvisori privi di ogni misura igienica. 
Questi inconvenienti, oltre al pericolo di malattie, portano anche a un eccessivo carico biologico dei corsi d'acqua, all'inquinamento del suolo da parte di rifiuti vari (plastiche, metalli, sostanze organiche) e quindi alla contaminazione anche di falde acquifere e a un profondo degrado ambientale. Altro tipo di inquinamento del suolo è quello radioattivo derivanti da incidenti alle centrali nucleari come dimostrano le conseguenze locali a lungo termine prodotte dal Disastro di Černobyl' e da quello di Fukushima, gli unici due incidenti nucleari civili a raggiungere il massimo grado delle Scala INES.

## Effetti prodotti

### Effetti sulla salute umana
I maggiori effetti sulla salute sono legati al contatto diretto delle persone con zone di terra contaminate e particolarmente frequentate. Di rilievo tossicologico sono l'assunzione di acqua contaminata, l'ingresso di sostanze tossiche nella catena alimentare (ad esempio tramite gli animali che hanno pascolato su un terreno inquinato o il consumo di ortaggi) e l'inalazione di composti vaporizzati. Esiste un'ampia gamma di effetti sulla salute, acuti e soprattutto cronici, che possono manifestarsi a livello clinico; l'entità del danno biologico è legata a diverse variabili, tra le quali: natura chimica del contaminante, modalità di esposizione, quantità di contaminante presente, durata dell'esposizione, fattori genetici individuali. Il cromo e diversi prodotti fitosanitari sono cancerogeni. Il piombo è particolarmente pericoloso per i bambini piccoli, nei quali c'è un alto rischio di sviluppare danni cerebrali e al sistema nervoso, mentre più in generale il rischio è legato a danni renali. Anche mercurio e ciclodiene sono noti per indurre una maggiore incidenza di danno renale, talvolta irreversibile. Le diossine sono noti cancerogeni nonché composti molto tossici che tendono anche a concentrarsi lungo l'avanzare della catena alimentare. L'esposizione cronica al benzene a concentrazioni sufficienti è notoriamente associata a una maggiore incidenza di leucemia. I policlorobifenili e i ciclodieni sono collegati a tossicità epatica. Gli organofosfati e i carbammati, presenti in molti prodotti fitosanitari, possono indurre una catena di effetti legati all'inattivazione dell'acetilcolinesterasi e che portano al blocco neuromuscolare. Molti solventi clorurati provocano danni epatici, renali e depressione del sistema nervoso centrale. Esiste un intero spettro di ulteriori effetti sulla salute come mal di testa, nausea, affaticamento, irritazione oculare e rash cutanei, legati alle sostanze già citate e ad altre, può provocare anche malattie respiratorie o cancro.

### Effetti
L'inquinamento del suolo può avere significative conseguenze deleterie per gli ecosistemi. Possono avvenire cambiamenti radicali della chimica del suolo che possono scaturire da molte sostanze chimiche pericolose persino a basse concentrazioni delle specie inquinanti. Questi cambiamenti possono manifestarsi nell'alterazione del metabolismo dei microrganismi e artropodi che vivono in un dato ambiente terreno. Il risultato può essere l'eventuale eradicazione di una parte della catena alimentare primaria, che a sua volta ripercuote le conseguenze maggiori sui predatori o sulle specie dei consumatori. Anche se gli effetti delle sostanze chimiche sulle forme di vita inferiori possono essere di lieve entità, si può avere normalmente un bioaccumulo che tende a concentrare la quantità stessa di sostanze lungo l'avanzamento della catena alimentare. Molti di questi effetti sono ben noti, come l'accumulo di DDT in consumatori aviari che conduce all'indebolimento dei gusci d'uovo, con il conseguente incremento della mortalità dei pulcini e il rischio potenziale dell'estinzione delle specie.
Gli effetti si manifestano anche sui terreni adibiti all'agricoltura e che risentono di un dato livello di inquinamento. Gli inquinanti tipicamente alterano il metabolismo delle piante, il cui risultato più comune è la diminuzione della produzione di raccolto. Questo rappresenta un effetto secondario sulla conservazione del suolo, dato che la diminuzione dei raccolti favorisce i fenomeni di erosione. Alcuni dei contaminanti chimici possiedono lunga persistenza, mentre in altri casi si formano dei composti chimici derivati in seguito a reazioni secondarie che avvengono nel suolo stesso.

## Rimedi
Il rimedio principale all'inquinamento del suolo consiste nell'attuazione di corrette politiche di gestione dei rifiuti sensibili ai risvolti ambientali, nonché nell'emanazione e rispetto di specifiche normative volte alla sostenibilità ambientale e alla tutela dell'ambiente naturale. Il riciclaggio, recupero e reimpiego di materiali quali carta, vetro, plastica, metalli, svolge un ruolo importante nella prevenzione e riduzione a monte del pericolo di inquinamento. Molti prodotti chimici sono anch'essi recuperati e riciclati, ovvero smaltiti opportunamente dopo essere stati posti a trattamenti che ne annullano o riducono la pericolosità.
L'inquinamento del suolo può essere contrastato col rimboschimento dei territori forestali o mediante procedimenti di bonifica. La porzione di terreno inquinata può essere rimossa tramite escavazione e posta in zona di confinamento in modo che non si abbiano rischi per gli esseri umani o ecosistemi sensibili. Importante è l'affermarsi dei cosiddetti biorimedi, metodiche che sfruttano la digestione microbica di particolari sostanze organiche.

## Normativa
Nel corso degli anni si sono evolute numerose normative riguardanti l'inquinamento del suolo, proprio in quanto le preoccupazioni sorte in molti Stati per il degrado dell'ambiente hanno contribuito a richiamare l'attenzione dell'opinione pubblica mondiale su questo problema.
Nel 1972 le Nazioni Unite promossero una Conferenza a Stoccolma con lo scopo di stabilire indirizzi tecnici e normative pronti a ridurre l'inquinamento ambientale, a seguito della quale si misero in moto una serie di ricerche e si generò un'importante industria per i processi di purificazione e di smaltimento.
Qui di seguito il testo unico della normativa nazionale che riguarda anche gli inquinanti del suolo, comprensivo di limiti ed obblighi:
- D.Lgs 152/2006: "Norme in materia ambientale" e s.m.i.